# Michele Borghetti
Michele Borghetti (Livorno, 13 marzo 1973) è un damista italiano. È stato denominato il "Maradona della dama".
Nel 1989 Borghetti è risultato essere il più giovane possessore del titolo di Maestro nei due sistemi di gioco più praticati in Italia, dama italiana e dama internazionale.
Ha detenuto il titolo mondiale di dama inglese in entrambe le specialità, ad apertura sorteggiata ("3-move") e ad apertura libera ("GAYP", acronimo di "go as you please").

## Dama italiana
Nel 1992 vince il suo primo campionato assoluto di dama italiana, poi si classificherà di nuovo primo negli anni 1993, 1995, 1997, e sette volte consecutivamente dal 1999 al 2005.
Il 16 novembre 2014, dopo nove anni di assenza al campionato assoluto di dama italiana, ritorna conquistando nuovamente il titolo di campione italiano, titolo che riconferma nel 2015 per la tredicesima volta.
Detiene dal 2003 il record di partite giocate in simultanea alla cieca (cioè bendato), realizzando 40 punti su 46 giocando contro 23 avversari (17 vittorie e 6 pareggi, nessuna sconfitta). L'evento si è svolto a Varazze (SV) il 18 agosto 2003 alla presenza dei giudici di gara federali Cosimo Crepaldi, Stefano Iacono, Bruno Marini, Francesco Militello e Claudio Tabor.

## Dama internazionale
Nel 1991 vince il campionato italiano di dama internazionale, così come negli anni 2004, 2005, 2013 e 2016. Era dal 1969 (con Marino Saletnik) che un damista non vinceva due campionati (quello italiano e quello internazionale) nello stesso anno.
Dal 2004 al 2006 è stato ingaggiato dal RAES di Maastricht per partecipare ai campionati olandesi. Nei tre anni, venne promosso dalla Serie D alla Serie A.

## Dama inglese
Nel 2011 disputa il match mondiale di dama inglese nella specialità ad apertura sorteggiata ("3-move") contro lo statunitense Alexander Moiseyev, ottenendo 6 vittorie, 7 sconfitte e 27 pareggi. Nessun italiano era mai arrivato così lontano in una competizione di dama inglese ed era dal 1847 che alla finale mondiale di dama inglese erano assenti damisti non anglofoni.
Nel 2012 vince la medaglia d'oro nella dama inglese alle Olimpiadi della mente di Lilla, guadagnandosi con questa vittoria anche il diritto di sfidare Moiseyev per il titolo mondiale nel 2013. Il 6 luglio 2013 diventa il nuovo campione del mondo di dama inglese nella specialità ad apertura sorteggiata vincendo il match contro Moiseyev. Nel dicembre 2014 Borghetti vince la medaglia d'oro nella competizione di dama, ad apertura sorteggiata, ai World Mind Sports Games a Pechino. L'anno seguente si riconferma campione mondiale sconfiggendo per 6-1 lo sfidante sudafricano Lubabalo Kondlo nel match mondiale disputato a Livorno.
Il 15 luglio 2016 diventa campione mondiale di dama inglese nella specialità ad apertura libera ("GAYP") dopo aver battuto Sergio Scarpetta nel match disputato a Roma. Il 14 maggio 2017 Borghetti vince la prima edizione del campionato europeo di dama inglese ad apertura sorteggiata, disputatosi a Grosseto. Il 26 settembre dello stesso anno cede a Scarpetta il titolo mondiale nella specialità ad apertura sorteggiata dopo aver perso il match mondiale a Livorno dopo 36 partite. L'anno seguente perde il match mondiale della specialità ad apertura libera, disputato a Petal (Mississippi), negli Stati Uniti, contro Lubabalo Kondlo per 15-25.